# 東外城田村
東外城田村（ひがしときだむら）は三重県度会郡にあった村。現在の玉城町の南西部にあたる。

## 地理
- 河川：外城田川

## 歴史
- 1889年（明治22年）4月1日 - 町村制の施行により、東原村・蚊野村・野篠村・矢野村・積良村・山神村・田宮寺村・勝田村の区域をもって発足。
- 1955年（昭和30年）4月10日 - 田丸町および有田村の一部（大字長更・世古・門前・坂本・谷村・玉川・岡村・妙法寺・中楽・久保および字妻ヶ広を除く井倉）と合併して玉城町が発足。同日東外城田村廃止。

## 地域

### 教育
- 東外城田村立東外城田小学校

## 交通

### 道路
現在は旧村域に伊勢自動車道の玉城インターチェンジが所在するが、当時は未開通。

## 名所・旧跡・観光スポット・祭事・催事
- 鴨神社
- 田乃家神社・田乃家御前神社
- 鴨下神社
- 津布良神社
- 蚊野神社・蚊野御前神社
- 朽羅神社